# Anna Kalinská
Anna Kalinská (rusky Анна Николаевна Калинская, Anna Nikolajevna Kalinskaja, * 2. prosince 1998 Moskva) je ruská profesionální tenistka. Ve své dosavadní kariéře na okruhu WTA Tour vyhrála čtyři deblové turnaje. V sérii WTA 125 vybojovala jednu singlovou trofej. V rámci okruhu ITF získala sedm titulů ve dvouhře a devět ve čtyřhře.
Na žebříčku WTA byla ve dvouhře nejvýše klasifikována v říjnu 2024 na 11. místě a ve čtyřhře v srpnu 2025 na 37. místě. Trénuje ji Patricia Tarabiniová.
V juniorském tenise vyhrála se Slovenkou Terezou Mihalíkovou čtyřhru na Australian Open 2016. Jako poražená finalistka skončila ve dvouhře French Open 2015 a v páru s krajankou Anastasijí Potapovovou ve čtyřhře US Open 2015.
V ruském týmu Billie Jean King Cupu debutovala v roce 2017 utkáním 2. světové skupiny proti Tchaj-wanu, v němž s Annou Blinkovovou vyhrály čtyřhru. Rusky zvítězily 4:1 na zápasy. Do roku 2025 v soutěži nastoupila ke třem mezistátním utkáním s bilancí 0–1 ve dvouhře a 2–1 ve čtyřhře.

## Soukromý život
Během jara 2024 se objevily spekulace, že tvoří pár s italským tenistou Jannikem Sinnerem. Ital během French Open 2024 tuto informaci na tiskové konferenci potvrdil.

## Tenisová kariéra

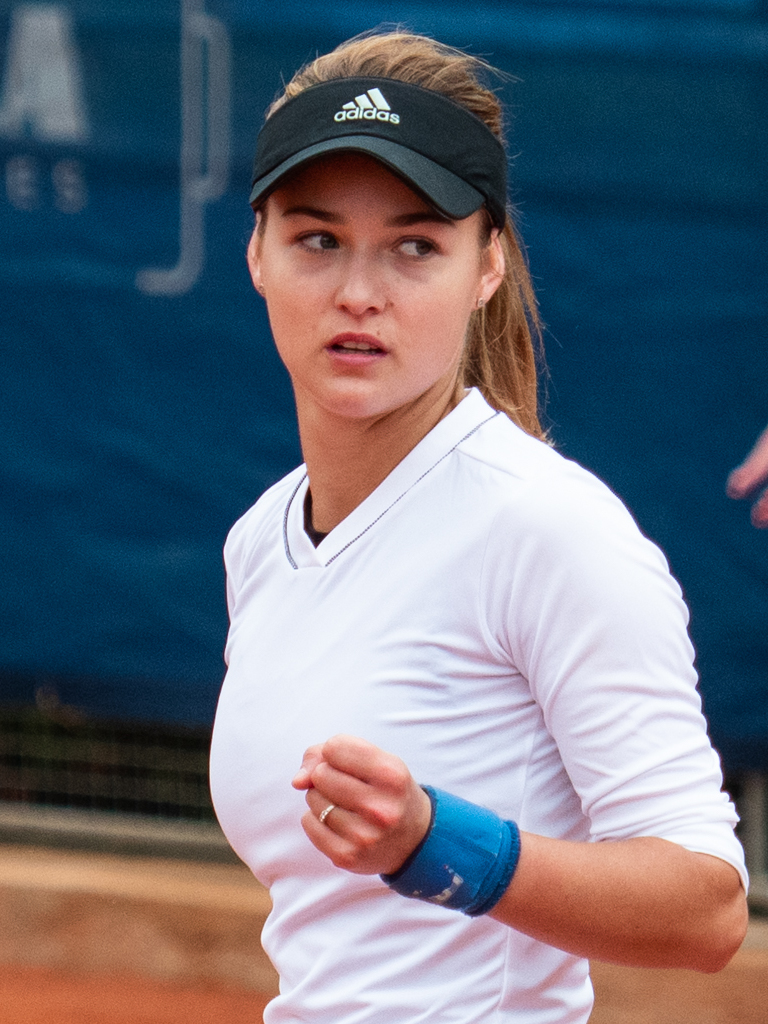
Na Prague Open 2019 vyhrála čtyřhru

V rámci hlavních soutěží událostí okruhu ITF debutovala v lednu 2015, když na turnaj ve floridském Sunrise s dotací 25 tisíc dolarů obdržela divokou kartu do dvouhry i čtyřhry. V úvodním kole singlu podlehla Američance Edině Gallovitsové-Hallové. Deblovou soutěž Kalinská a americká hráčka Katerina Stewartová vyhrály po finálovém vítězství nad Brazilkami Paulou Cristinou Gonçalvesovou a Beatriz Haddad Maiovou. Premiérový singlový titul v této úrovni tenisu vybojovala během dubna 2016 v kazachstánském Šymkentu, turnaji s rozpočtem 10 tisíc dolarů. V závěrečném utkání dvouhry přehrála Bělorusku Ilonu Kremenovou.
Na okruhu WTA Tour debutovala na říjnovém Kremlin Cupu 2016 v Moskvě, kde získala divokou kartu. Na úvod dvouhry podlehla francouzské tenistce Kristině Mladenovicovové. V moskevské čtyřhře došla po boku krajanky Olesji Pervušinové do čtvrtfinále, v němž je zastavil česko-slovinský pár Kateřina Siniaková a Katarina Srebotniková.
Premiérové finále na okruhu WTA Tour odehrála v únorové čtyřhře St. Petersburg Ladies Trophy 2019 v kategorii Premier 700. V boji o titul však se Slovenkou Viktórií Kužmovou nenašly recept na Rusky Margaritu Gasparjanovou a Jekatěrinu Makarovovou. První trofej si odvezla z deblové soutěže J&T Banka Prague Open 2019, do níž nastoupila opět s Kužmovou. Ve finálovém duelu zdolaly americko-české turnajové jedničky a obhájkyně titulu Nicole Melicharovou s Květou Peschkeovou.
Debut v hlavní soutěži nejvyšší grandslamové kategorie přišel v ženském singlu Australian Open 2018 po zvládnuté tříkolové kvalifikaci, kde v rozhodujícím závěrečném kole porazila Nizozemku Lesley Kerkhoveovou. V úvodním kole melbournské dvouhry však podlehla Italce Camile Giorgiové. První kvalifikační soutěž na majorech odehrála již na Australian Open 2017, v níž ji na úvod vyřadila Švýcarka Stefanie Vögeleová. První zápas na grandslamu vyhrála na US Open 2019, kde v první fázi zdolala americkou světovou desítku Sloane Stephensovou.

## Finále na okruhu WTA Tour
| Legenda                                                 |
| ------------------------------------------------------- |
| D – dvouhra; Č – čtyřhra                                |
| Grand Slam (0)                                          |
| Turnaj mistryň (0)                                      |
| Premier Mandatory & Premier 5 / WTA 1000 (0–1 D; 1–0 Č) |
| Premier / WTA 500 (0–2 D; 1–2 Č)                        |
| International / WTA 250 (2–2 Č)                         |

### Dvouhra: 3 (0–3)
| Stav       | č. | datum             | turnaj                          | kategorie | povrch | soupeřka ve finále  | výsledek                |
| ---------- | -- | ----------------- | ------------------------------- | --------- | ------ | ------------------- | ----------------------- |
| Finalistka | 1. | 24. února 2024    | Dubaj, Spojené arabské emiráty  | WTA 1000  | tvrdý  | Jasmine Paoliniová  | 6–4, 5–7, 5–7           |
| Finalistka | 2. | 23. června 2024   | Berlín, Německo                 | WTA 500   | tráva  | Jessica Pegulaová   | 7–6(7–0), 4–6, 6–7(3–7) |
| Finalistka | 3. | 27. července 2025 | Washington, D.C., Spojené státy | WTA 500   | tvrdý  | Leylah Fernandezová | 1–6, 2–6                |

### Čtyřhra: 9 (4–5)
| Stav       | č. | datum          | turnaj                          | kategorie     | povrch    | spoluhráčka       | soupeřky ve finále                                | výsledek                 |
| ---------- | -- | -------------- | ------------------------------- | ------------- | --------- | ----------------- | ------------------------------------------------- | ------------------------ |
| Finalistka | 1. | 3. února 2019  | Petrohrad, Rusko                | Premier       | tvrdý (h) | Viktória Kužmová  | Jekatěrina Makarovová Margarita Gasparjanová      | 5–7, 5–7                 |
| Vítězka    | 1. | 5. května 2019 | Praha, Česko                    | International | antuka    | Viktória Kužmová  | Nicole Melicharová Květa Peschkeová               | 4–6, 7–5, [10–7]         |
| Finalistka | 2. | 6. února 2021  | Melbourne, Austrálie            | WTA 500       | tvrdý     | Viktória Kužmová  | Šúko Aojamová Ena Šibaharaová                     | 3–6, 4–6                 |
| Vítězka    | 2. | 19. září 2021  | Portorož, Slovinsko             | WTA 250       | tvrdý     | Tereza Mihalíková | Aleksandra Krunićová Lesley Pattinama Kerkhoveová | 4–6, 6–2, [12–10]        |
| Vítězka    | 3. | 13. února 2022 | Petrohrad, Rusko                | WTA 500       | tvrdý (h) | Caty McNallyová   | Alicja Rosolská Erin Routliffeová                 | 6–3, 6–7(5–7), [10–4]    |
| Finalistka | 3. | 6. srpna 2022  | Washington, D.C., Spojené státy | WTA 250       | tvrdý     | Caty McNallyová   | Jessica Pegulaová Erin Routliffeová               | 3–6, 7–5, [10–12]        |
| Finalistka | 4. | 17. září 2023  | Ósaka, Japonsko                 | WTA 250       | tvrdý     | Julia Putincevová | Anna-Lena Friedsamová Nadija Kičenoková           | 6–7(3–7), 3–6            |
| Finalistka | 4. | 4. ledna 2025  | Brisbane, Austrálie             | WTA 500       | tvrdý     | Priscilla Honová  | Mirra Andrejevová Diana Šnajderová                | 6–7(6–8), 5–7            |
| Vítězka    | 5. | 4. května 2025 | Madrid, Španělsko               | WTA 1000      | antuka    | Sorana Cîrsteaová | Veronika Kuděrmetovová Elise Mertensová           | 6–7(10–12), 6–2, [12–10] |

## Finále série WTA 125

### Dvouhra: 2 (1–1)
| Legenda       |
| ------------- |
| WTA 125 (1–1) |

| Stav       | č. | datum         | turnaj                 | povrch    | soupeřka ve finále | výsledek           |
| ---------- | -- | ------------- | ---------------------- | --------- | ------------------ | ------------------ |
| Finalistka | 1. | říjen 2023    | Tampico, Mexiko        | tvrdý     | Emina Bektasová    | 3–6, 6–3, 6–7(3–7) |
| Vítězka    | 1. | listopad 2023 | Midland, Spojené státy | tvrdý (h) | Jana Fettová       | 7–5, 6–4           |

## Finále na okruhu ITF
| Dotace turnajů okruhu ITF | Dotace turnajů okruhu ITF |
| ------------------------- | ------------------------- |
| 100 000 $ tournaments     | 80 000 $ tournaments      |
| 75 000 $ tournaments      | 60 000 $ tournaments      |
| 50 000 $ tournaments      | 25 000 $ tournaments      |
| 15 000 $ tournaments      | 10 000 $ tournaments      |

### Dvouhra: 15 (7–8)
| Stav       | č. | datum              | turnaj                    | povrch    | soupeřka ve finále         | výsledek      |
| ---------- | -- | ------------------ | ------------------------- | --------- | -------------------------- | ------------- |
| Finalistka | 1. | 12. dubna 2015     | Antalya, Turecko          | tvrdý     | Lu Ťia-ťing                | 2–6, 0–6      |
| Finalistka | 2. | 22. listopadu 2015 | Marsá al-Qantáwí, Tunisko | tvrdý     | Ema Burgić Bucková         | bez boje      |
| Finalistka | 3. | 2. dubna 2016      | Manáma, Bahrajn           | tvrdý     | Tereza Mihalíková          | 5–7, 1–6      |
| Vítězka    | 1. | 30. dubna 2016     | Šymkent, Kazachstán       | antuka    | Ilona Kremenová            | 6–4, 6–2      |
| Vítězka    | 2. | 11. června 2016    | Minsk, Bělorusko          | antuka    | Věra Lapková               | 6–4, 6–3      |
| Finalistka | 4. | 18. června 2016    | Minsk, Bělorusko          | antuka    | Valentini Grammatikopoulou | 3–6, 1–4skreč |
| Vítězka    | 3. | 17. července 2016  | Aschaffenburg, Německo    | antuka    | Dalila Jakupovićová        | 6–3, 2–6, 6–2 |
| Finalistka | 5. | 7. srpna 2016      | Plzeň, Česko              | antuka    | Natalja Vichljancevová     | 1–6, 3–6      |
| Vítězka    | 4. | 27. srpna 2016     | Charkov, Ukrajina         | antuka    | Valentini Grammatikopoulou | 6–4, 1–6, 6–1 |
| Finalistka | 6. | 12. listopadu 2016 | Minsk, Bělorusko          | tvrdý (h) | Anastasija Frolovová       | bez boje      |
| Finalistka | 7. | 17. září 2017      | Batumi, Gruzie            | tvrdý     | Nigina Abduraimovová       | 6–3, 4–6, 3–6 |
| Vítězka    | 5. | 23. října 2017     | Óbidos, Portugalsko       | koberec   | Magdalena Fręchová         | 6–3, 6–3      |
| Finalistka | 8. | 18. března 2018    | Šen-čen, Čína             | tvrdý     | Viktória Kužmová           | 5–7, 3–6      |
| Vítězka    | 6. | leden 2019         | Playford, Austrálie       | tvrdý     | Jelena Rybakinová          | 6–4, 6–4      |
| Vítězka    | 7. | květen 2019        | Saint-Gaudens, Francie    | antuka    | Ana Bogdanová              | 6–3, 6–4      |

### Čtyřhra: 10 (9–1)
| Stav       | č. | datum              | turnaj                     | povrch    | spoluhráčka                | soupeřky ve finále                                | výsledek            |
| ---------- | -- | ------------------ | -------------------------- | --------- | -------------------------- | ------------------------------------------------- | ------------------- |
| Vítězka    | 1. | 31. ledna 2015     | Sunrise, Spojené státy     | antuka    | Katerina Stewartová        | Paula Cristina Gonçalvesová Beatriz Haddad Maiová | 7–6(8–6), 5–7, 10–6 |
| Vítězka    | 2. | 1. dubna 2016      | Manama, Bahrajn            | tvrdý     | Tereza Mihalíková          | Katharina Heringová Kimberley Zimmermannová       | 7–5, 6–3            |
| Vítězka    | 3. | 15. května 2016    | Trnava, Slovensko          | antuka    | Tereza Mihalíková          | Jevgenija Rodinová Anastasija Sevastovová         | 6–1, 7–6(7–4)       |
| Vítězka    | 4. | 17. června 2016    | Minsk, Bělorusko           | antuka    | Valentini Grammatikopoulou | Ulrikke Eikeriová Laura Pigossiová                | 4–6, 6–1, [10–2]    |
| Vítězka    | 5. | 24. července 2016  | Darmstadt, Německo         | antuka    | Valentini Grammatikopoulou | Anita Husaricová Dalila Jakupovićová              | 6–4, 6–1            |
| Vítězka    | 6. | 11. listopadu 2016 | Minsk, Bělorusko           | tvrdý (h) | Nika Šytkuská              | Ilona Kremenová Věra Lapková                      | 6–2, 6–3            |
| Vítězka    | 7. | 6. srpna 2017      | Bad Saulgau, Německo       | antuka    | İpek Soyluová              | Nicoleta Dascăluová Cristina Dinuová              | 6–2, 6–2            |
| Vítězka    | 8. | 17. března 2018    | Šen-čen, Čína              | tvrdý     | Viktória Kužmová           | Danka Kovinićová Wang Sin-jü                      | 6–4, 1–6, [10–7]    |
| Vítězka    | 9. | 31. března 2018    | Croissy-Beaubourg, Francie | tvrdý (h) | Viktória Kužmová           | Petra Krejsová Jesika Malečková                   | 7–6(7–5), 6–1       |
| Finalistka | 1. | 18. května 2019    | Saint-Gaudens, Francie     | antuka    | Sofja Lansereová           | Martina Di Giuseppeová Giulia Gatto-Monticoneová  | 1–6, 1–6            |

## Finále na juniorském Grand Slamu

### Dvouhra juniorek: 1 (0–1)
| Stav       | rok  | turnaj      | povrch | soupeřka ve finále     | výsledek |
| ---------- | ---- | ----------- | ------ | ---------------------- | -------- |
| Finalistka | 2015 | French Open | antuka | Paula Badosa Gibertová | 3–6, 3–6 |

### Čtyřhra juniorek: 2 (1–1)
| Stav       | rok  | turnaj          | povrch | spoluhráčka           | soupeřky ve finále                     | výsledek |
| ---------- | ---- | --------------- | ------ | --------------------- | -------------------------------------- | -------- |
| Finalistka | 2015 | US Open         | tvrdý  | Anastasija Potapovová | Viktória Kužmová Alexandra Pospělovová | 5–7, 2–6 |
| Vítězka    | 2016 | Australian Open | tvrdý  | Tereza Mihalíková     | Dajana Jastremská Anastasia Zarycká    | 6–1, 6–1 |